# Autorité monétaire royale du Bhoutan
L'Autorité monétaire royale du Bhoutan est la banque centrale de Bhoutan. Comme les autres banques centrales, sa mission première est de rechercher la stabilité financière du pays. Il n’est pas lié au Département du Trésor, car il s’agit d’une institution autonome.

## Histoire
L'Autorité monétaire royale a été créée en 1982. L'année suivante, elle a assumé les responsabilités d'émission de la monnaie bhoutanaise, de gestion des réserves extérieures et d'exploitation des changes. En 1988, l'Autorité a assumé le rôle de banquier du gouvernement, détenant la majeure partie des dépôts du gouvernement et fournissant des financements. Avec l'adoption de la loi sur les institutions financières de 1992, le cadre substantiel de l'Autorité a été élargi pour inclure l'agrément, la réglementation et l'inspection des institutions financières au Bhoutan. La Constitution de 2008 autorise spécifiquement le gouvernement à gérer les finances publiques et le système monétaire, confirmant la loi précédente. Les finances publiques sont garanties par le Fonds consolidé, tandis que le système monétaire relève de la Banque centrale.
Avant la création de la RMA en 1982, les fonctions liées à la banque centrale étaient principalement exercées par trois organismes: le ministère des Finances, la Société commerciale d'État du Bhoutan et la Banque du Bhoutan.
Après la transition historique du Bhoutan vers une monarchie constitutionnelle démocratique en 2008, la loi de 1982 sur l'Autorité monétaire royale du Bhoutan a été entièrement révisée pour répondre aux besoins actuels. En conséquence, la loi de 2010 sur l'Autorité monétaire royale du Bhoutan a été promulguée par le Parlement du Royaume du Bhoutan en juin 2010 lors de sa 5e session, remplaçant la loi de 1982 sur l'Autorité monétaire royale du Bhoutan. Avec la promulgation historique de la loi de 2010 sur l'Autorité monétaire royale du Bhoutan et la nomination du premier gouverneur de la banque centrale du Bhoutan, Dasho Daw Tenzin, par le 5e Druk Gyalpo le 18 août 2010, le statut de la RMA a été élevé à celui d'une banque centrale autonome dotée de pouvoirs accrus en termes de mode de fonctionnement et de processus décisionnel. Elle exerce désormais toutes les fonctions de banque centrale qui sont généralement assurées par les banques centrales d’autres pays.